# Nikolaï Khomeriki
Pour les articles homonymes, voir Khomeriki.
Nikolaï Felixovitch Khomeriki (en russe : Николай Феликсович Хомерики) est un cinéaste russe né le 17 avril 1975 à Moscou.

## Biographie
Il étudie à Moscou l'économie puis le cinéma. En 2001, il se rend en France et intègre la Fémis, dans la 16e promotion (département Réalisation), dont il sort diplômé en 2005. Il y côtoie notamment Samuel Collardey qui travaillera comme chef opérateur sur les courts-métrages qu'il réalisera dans cette école.
Il est professeur à l'École du nouveau cinéma de Moscou créée en 2012.
Trois de ses films ont été sélectionnés au Festival de Cannes : le court-métrage À deux (Vdvoyom) qui a obtenu le Deuxième Prix de la Cinéfondation en 2005, tandis que 977 en 2006 et Skazka Pro Temnotu en 2009 étaient en sélection à Un certain regard.
Son film More volnouietsia raz a reçu au Kinotavr 2021 le grand prix de ce festival et l'actrice principale du film,   Olga Bodrova, a reçu le prix du meilleur rôle féminin.

## Filmographie

### Réalisateur
- 2002 : Homonyme (Тёзка, Tyozka), court-métrage
- 2003 : Ver luisant[4], court-métrage
- 2004 : Tempête (Шторм, Chtorm), court-métrage
- 2005 : La saison des grenouilles, court-métrage
- 2005 : Sanglier[5], court-métrage
- 2005 : À deux (Вдвоём, Vdvoyom), court-métrage
- 2006 : 977 (ru) (Девять Семь Семь, Devyat sem sem)
- 2008 : Belyaev (Беляев)
- 2009 : Conte de l'obscurité (Сказка про темноту, Skazka Pro Temnotu)
- 2009 : Cherchill (Черчилль), série TV
- 2010 : Nuit de toute une vie (ru) (Ночь длиною в жизнь, Noch Dlinnoyu V Zhizn)
- 2011 : Boomerang du cœur (ru) (Сердца бумеранг, Serdtsa Bumerang)
- 2012 : Le Syndrome du dragon (ru) (Синдром дракона, Sindrom Drakona), série TV
- 2013 : Je serai de retour (Я скоро вернусь, Ya Skoro Vernus)
- 2014 : Le Marécage (Топи, Topi)[6]
- 2014 : Demain matin (Завтра утром, Zavtra Utrom)[7]
- 2014 : Mystères en ville (Тайны города Эн, Tayny Goroda En), série TV[8]
- 2016 : Le Brise-glace (Ледокол, Ledokol)
- 2018 : Selfie[9]
- 2021 : More volnouietsia raz ou Freeze Dance (Море волнуется раз)
- 2021 : Neige blanche (Белый снег, Bely sneg)

### Assistant réalisateur
- 2005 : Les Amants réguliers, réalisé par Philippe Garrel
- 2006 : Scars, réalisé par Leos Carax (film inachevé)[10]

### Acteur
- 2010 : Cadence (Каденции, Kadentsii)[11], réalisé par Ivan Saveliev
- 2010 : La Tempête de neige (Метель, Metel) court métrage animé réalisé par Maria Mouat d'après la nouvelle de Tolstoï
- 2011 : Le Dernier Conte de Rita (Последняя сказка Риты, Poslednyaya skazka Rity) de Renata Litvinova : Kolia
- 2013 : La Tempête de neige (Метель, Metel) long métrage de fiction réalisé par Gleb Glebov d'après la nouvelle de Tolstoï